# Алахуэла (город)
Алахуэ́ла (исп. Alajuela) — третий по величине город в Коста-Рике после Сан-Хосе и Лимона. Столица провинции Алахуэла и административный центр кантона Алахуэла. В городе родился Хуан Сантамария — национальный герой Коста-Рики. Тремя километрами южнее располагается международный аэропорт имени Хуана Сантамарии, главный в стране.

## География
Округ Алахуэла занимает площадь 8,88 км, население составляет 46 554 жителей. Средняя высота над уровнем моря составляет 952 метра в Центральной Долине Коста-Рики, находящейся на 19 км севернее столицы Сан-Хосе.
Климат является одним из самых лучших в мире для проживания людей, но провинция является сейсмоопасной (последнее землетрясение силой 6 баллов было зафиксировано в 2009 году).

## Известные личности
Карлос Луис Фальяс Сибаха — коста-риканский писатель и коммунистический политический активист, также известный как Калуфа (от первых слогов его имени, отчества и фамилии).